# Symboles nationaux des Philippines
Les symboles nationaux des Philippines, comme définis dans l’acte républicain no 8491 de 1998, « incarnent les idéaux et traditions nationaux et expriment les principes de souveraineté et de solidarité nationale ». Les symboles officiellement cités dans la loi sont le drapeau national, les armoiries, l’hymne national, et la devise. De plus, la Constitution établit le filipino comme langue nationale du pays. Cinq autres symboles nationaux ont été reconnus séparément par d’autres lois ou décrets : la sampaguita comme fleur nationale, le narra comme arbre national, l’aigle des Philippines comme oiseau national, la perle des Philippines comme gemme nationale et l’arnis comme sport et art martial national.
D’autres symboles comme le carabao, la mangue et l’anahaw sont populairement considérés comme des symboles nationaux, mais ne sont pas reconnus officiellement.

## Liste des symboles nationaux
Dix symboles ont été officiellement reconnus par loi, par décret ou par la Constitution, tels que listés ci-dessous.
| Type                          | Symbole                                       | Image                                                                                           | Date                                                                      | Base légale |
| ----------------------------- | --------------------------------------------- | ----------------------------------------------------------------------------------------------- | ------------------------------------------------------------------------- | --- |
| Drapeau national              | Drapeau des Philippines                       | National Flag                                                                                   | 12 juin 1898 Réaffirmé le 12 février 1998                                 | Proclamé par le président Emilio Aguinaldo le 12 juin 1898 Reconnu de nouveau dans l’acte républicain no 8491                                                        |
| Armoiries                     | Armoiries des Philippines                     | Armoiries des Philippines                                                                       | 3 juillet 1946 Réaffirmé le 12 février 1998                               | Acte du Commonwealth no 731 Reconnu de nouveau dans l’acte républicain no 8491                                                                                       |
| Hymne national                | Lupang Hinirang                               | Fichier audio Lupang Hinirang ( Chosen Land ) modifier                                          | Musique : 12 juin 1898 Paroles : 26 mai 1958 Réaffirmé le 12 février 1998 | Musique : Proclamé par le président Emilio Aguinaldo Paroles : Décret administratif du département de l’Éducation Reconnu de nouveau dans l’acte républicain no 8491 |
| Devise nationale              | Devise nationale des Philippines              | Maka-Diyos, Maka-Tao, Makakalikasan, at Makabansa (Pour Dieu, le Peuple, la Nature, et le Pays) | 12 février 1998                                                           | Acte républicain no 8491 |
| Langue nationale              | Filipino                                      |                                                                                                 | 11 février 1987                                                           | Article XIV, Section de la Constitution des Philippines |
| Fleur nationale               | Sampaguita (Jasminum sambac)                  |                                                                                                 | 1er février 1934,                                                         | Promulguée par le gouverneur-général Frank Murphy durant la colonisation américaine via la proclamation exécutive no 652                                             |
| Arbre national                | Narra (Pterocarpus indicus)                   |                                                                                                 | 1er février 1934                                                          | Promulguée par le gouverneur-général Frank Murphy durant la colonisation américaine via la proclamation exécutive no 652                                             |
| Oiseau national               | Aigle des Philippines (Nisaetus philippensis) |                                                                                                 | 4 juillet 1995                                                            | Proclamation no 615 |
| Gemme nationale               | Perle des Philippines (Pinctada maxima)       |                                                                                                 | 15 octobre 1996                                                           | Proclamation no 905 |
| Sport et art martial national | Arnis                                         |                                                                                                 | 11 décembre 2009                                                          | Acte républicain no 9850 |
| Fichier audio                 |                                               |                                                                                                 |                                                                           | |
| Lupang Hinirang (Chosen Land) |                                               |                                                                                                 |                                                                           | |
|                               |                                               |                                                                                                 |                                                                           | |
| modifier                      |                                               |                                                                                                 |                                                                           | |

## Symboles nationaux à l’étude
En 2014, le représentant Rene Relampagos dépose le projet de loi no 3926 en vue d’étendre la liste des symboles nationaux par seize nouveaux symboles qui sont largement considérés comme nationaux, bien que sans reconnaissance officielle. Ces seize nouveaux symboles sont : 
- Adobo pour le plat national
- Anahaw pour la feuille nationale
- Bakya pour la chaussure nationale
- Chanos (bangus) pour le poisson national
- Barong et baro’t saya pour le costume national
- Bayan ko pour la chanson nationale
- Carabao pour l’animal national
- Cariñosa pour la danse nationale
- Jeepney pour le véhicule national
- José Rizal pour le héros national
- Palais de Malacañan pour le siège du gouvernement national
- Mangue pour le fruit national
- Manille pour la capitale nationale
- Sceau national
- Bahay kubo pour l’habitat national
- Peso philippin pour la monnaie nationale

De plus, le projet de loi no 6366 prévoit de reconnaître le balangay comme bateau national
,.
En 2013, le Sénat des Philippines vote une loi reconnaissant l’Euanthe sanderiana comme fleur nationale en plus de la sampaguita. Le président Benigno Aquino III oppose son véto, à cause de la confusion que pourrait créer l’instauration de deux fleurs nationales.